# Hibiscus leptocladus
Hibiscus leptocladus är en malvaväxtart som beskrevs av George Bentham. Hibiscus leptocladus ingår i Hibiskussläktet som ingår i familjen malvaväxter. Inga underarter finns listade i Catalogue of Life.